# Alluaudia montagnacii
Espèce
Statut CITES
Alluaudia montagnacii est une espèce de plantes à fleurs de la famille des Didiereaceae. C'est une plante tropicale endémique de Madagascar.